# ليلي نوفا
ليلي نوفا (بالإنجليزية: Lily Nova) هي عارضة ازياء أسترالية، ولدت في 1997 في أديلايد في أستراليا.

## وصلات خارجية
- ليلي نوفا على موقع IMDb (الإنجليزية)